# 北関東観光
有限会社北関東観光（きたかんとうかんこう）は、群馬県邑楽郡邑楽町に本社を置くバス、タクシー事業者である。

## 概要
1998年（平成10年）4月に設立し、本社の他に埼玉県熊谷市（旧妻沼町）、久喜市、および栃木県足利市にバス営業所を持つ。従って、貸切バスの営業区域は、群馬県、埼玉県、栃木県と隣接の茨城県古河市および五霞町となっている。なお、タクシーは邑楽町の本社のみであるため営業区域は東毛交通圏である。

## 事業内容
- 一般貸切旅客自動車運送事業（観光バス）
  - 大型観光バス29台
  - 中型観光バス5台
  - 小型観光バス3台
  - マイクロバス2台
- 一般乗用旅客自動車運送事業（タクシー）
- 旅行業（KTツリースト）。

なお、タクシーも含めて、使用している車両のナンバーが「・・・1」となっている。

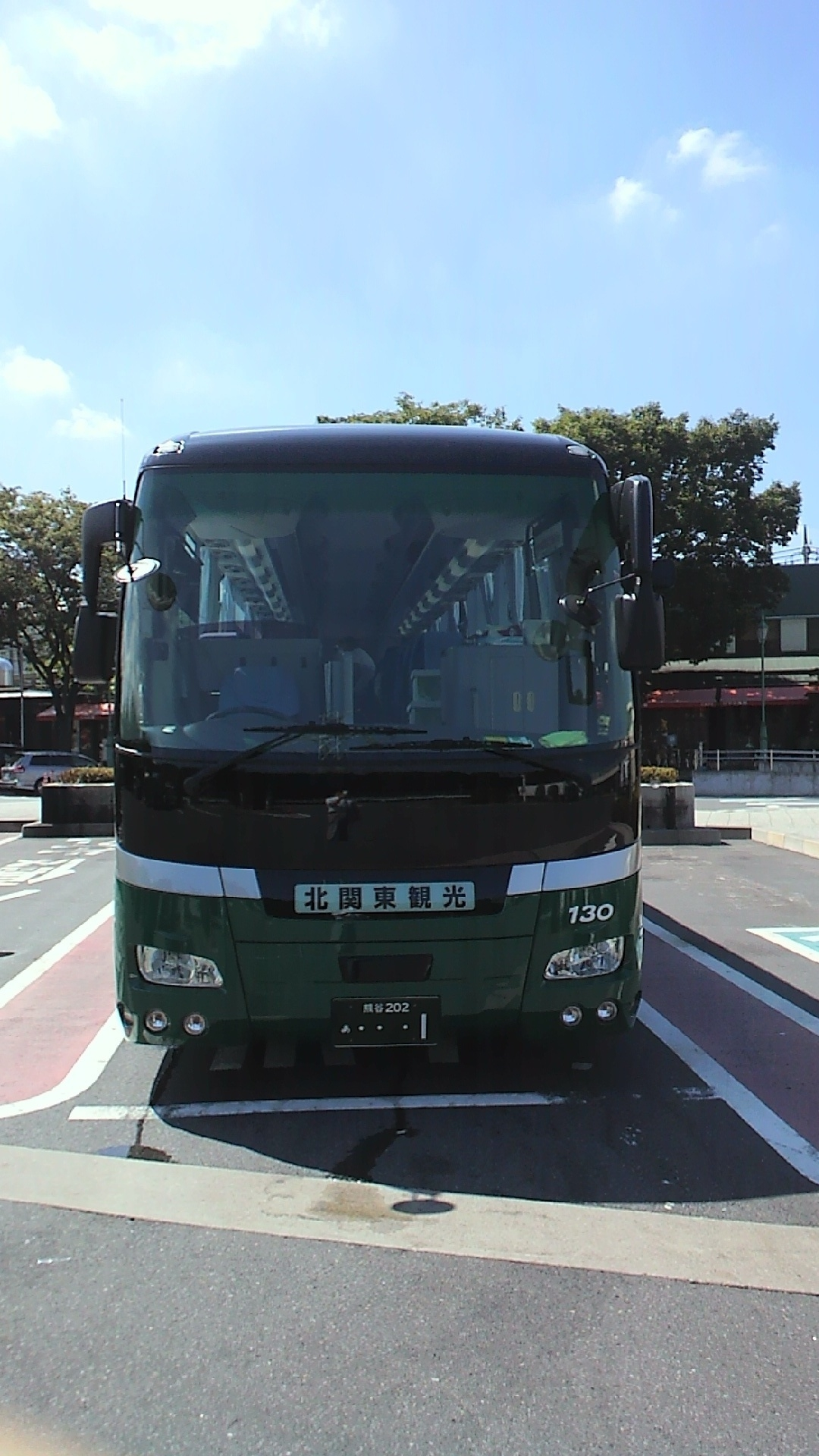
大型観光バス正席49名乗（2012年8月）
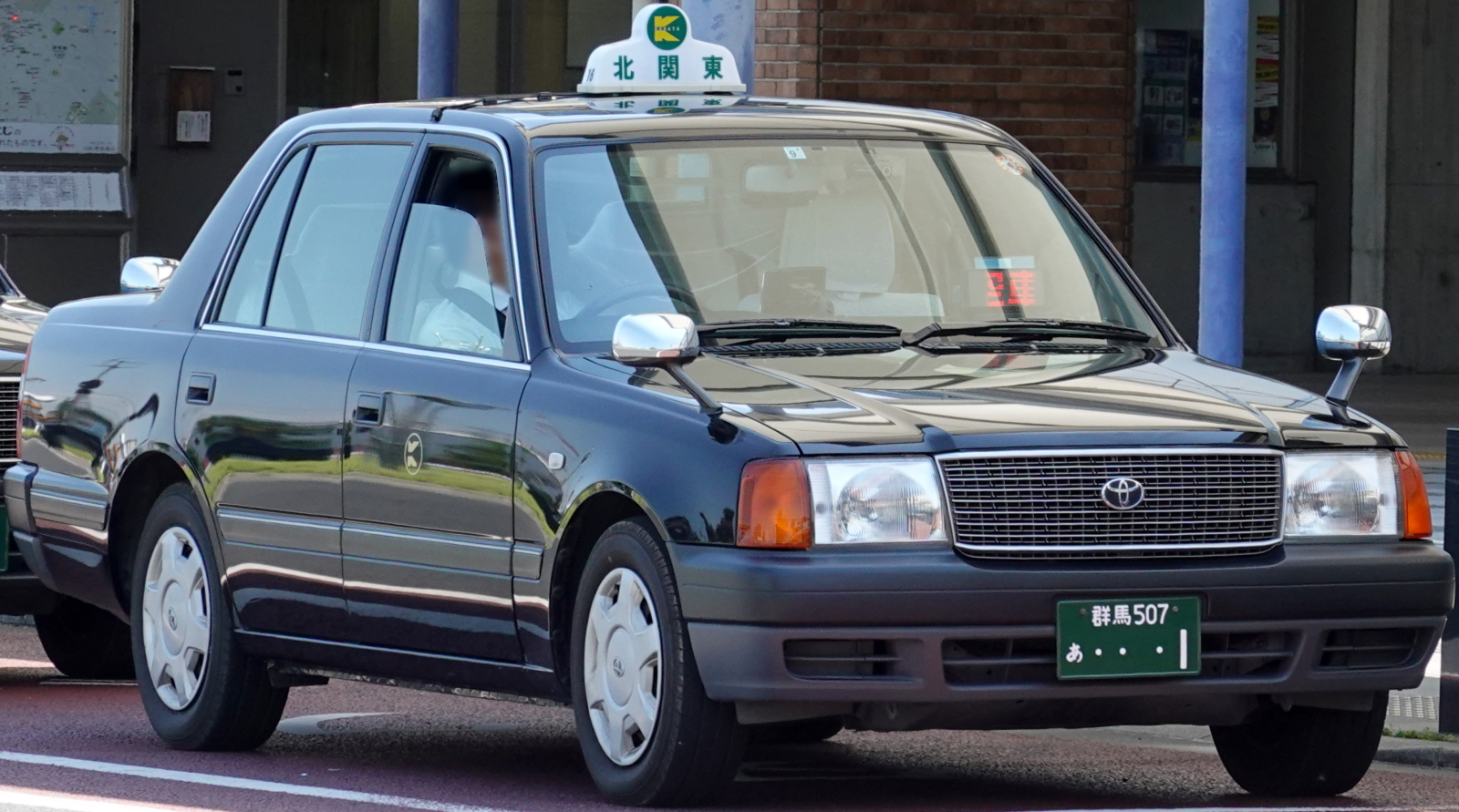
タクシー

## 関連会社
- 伊勢崎市に本社を置く有限会社ティーケーバスとは資本関係はないが、北関東観光バスで使用していた観光バスを同社が購入し、カラーリングは黄色文字のKをTKに変更した以外は、ほぼ同一となっている。

## その他
- 2019年、台風19号の影響で一部区間で運休した八高線の代替輸送機関として、群馬バス、上信観光バスなどとともに代行バスを運行した。
- 2021年、ソフトボールオーストラリア代表の五輪事前合宿が群馬県太田市内で行われるため、選手の輸送に太田市を拠点にしている北関東観光バスが使用された。[1][2]

## 参照
1. ↑  五輪事前合宿 群馬のバス会社は送迎車両の感染対策徹底
2. ↑  バス会社 貸し切り 検討